# Beaufort-sur-Gervanne
Beaufort-sur-Gervanne ist eine französische Gemeinde mit 485 Einwohnern (Stand 1. Januar 2022) im Süden im Département Drôme in der Region Auvergne-Rhône-Alpes. Das Gemeindegebiet liegt im Regionalen Naturpark Vercors, der Ort liegt am Ufer des Flusses Gervanne. Die Bewohner werden Beaufortois und Beaufortoises genannt.

## Bevölkerungsentwicklung
| Jahr                       | 1962 | 1968 | 1975 | 1982 | 1990 | 1999 | 2007 | 2016 |
| Einwohner                  | 320  | 276  | 267  | 253  | 253  | 312  | 380  | 468  |
| Quellen: Cassini und INSEE |      |      |      |      |      |      |      |      |

## Sehenswürdigkeiten

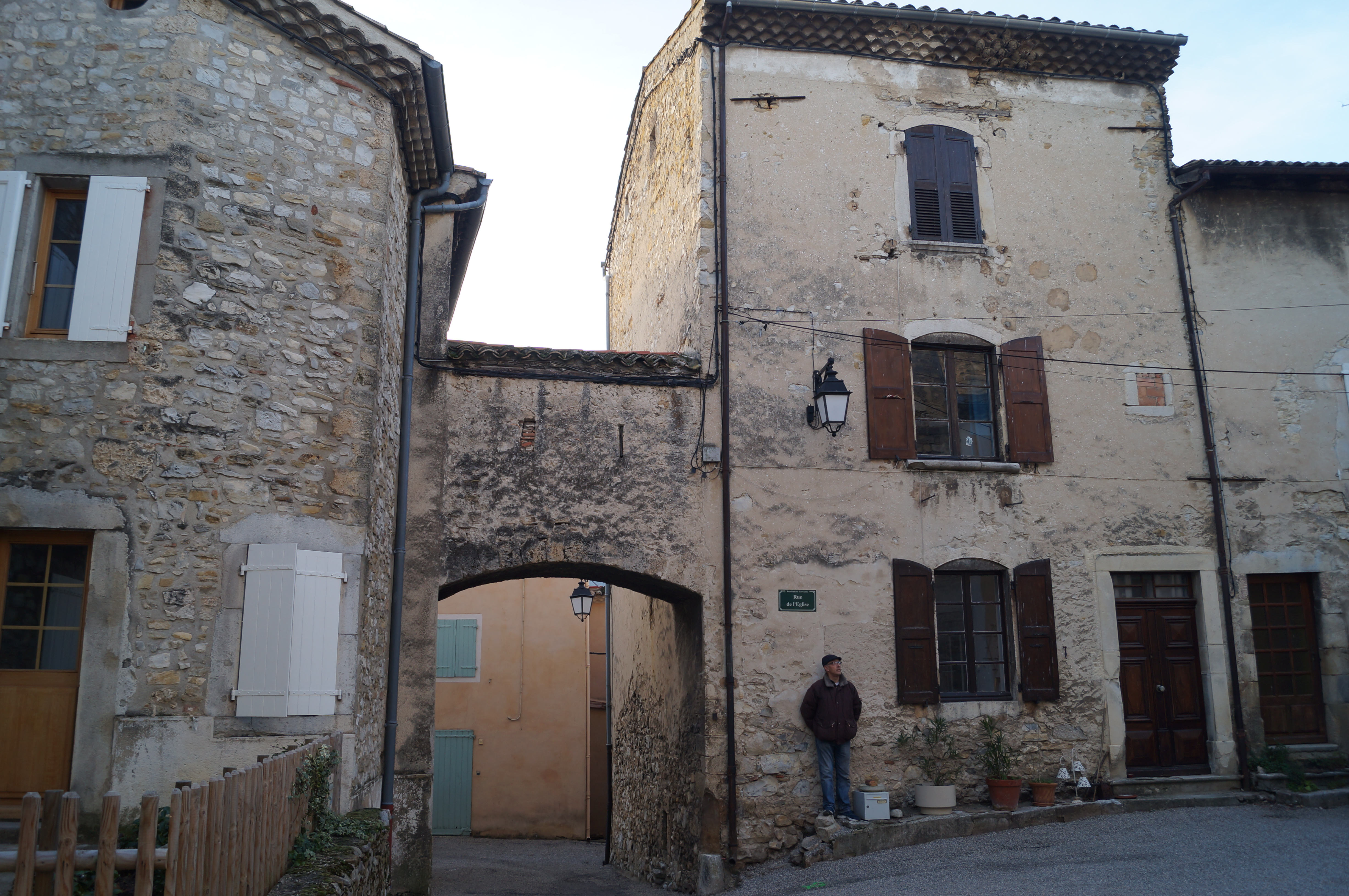
Tor des ehemaligen Schlosses
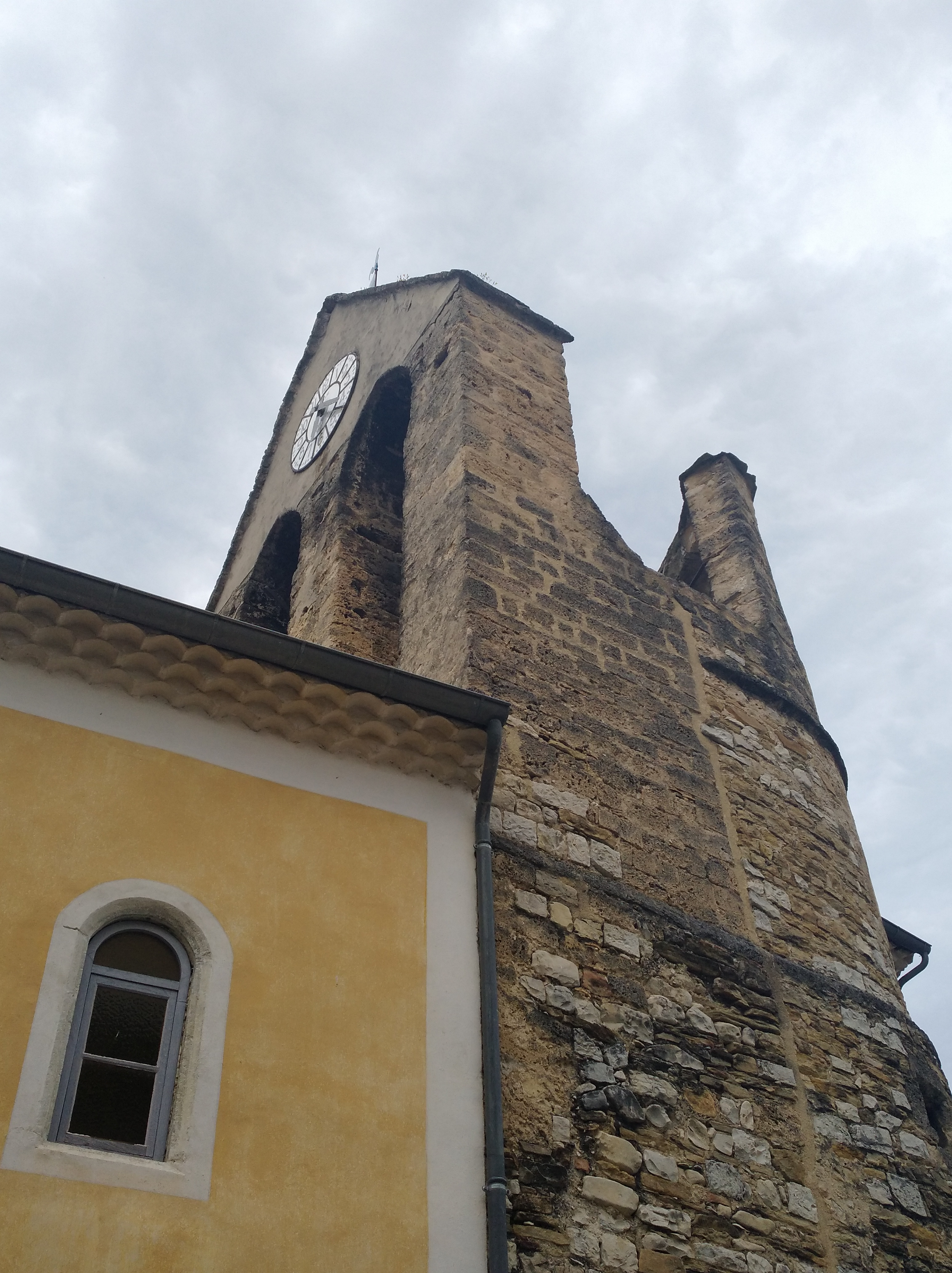
Katholische Kirche Saints-Barthélemy-et-Sébastien
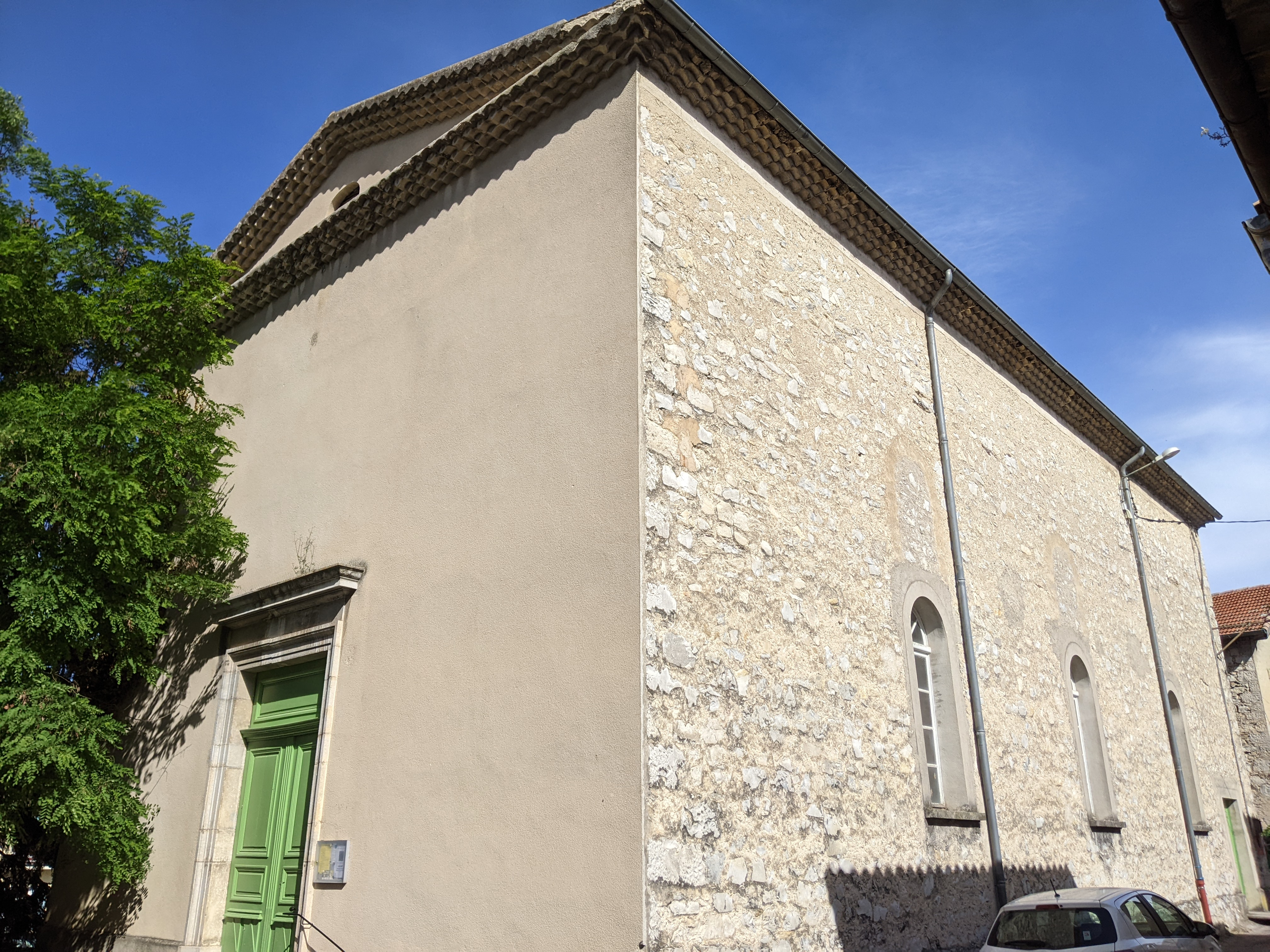
Protestantische Kirche

- Tor des ehemaligen Schlosses
- Katholische Kirche Saints-Barthélemy-et-Sébastien, Glockenturm
- Protestantische Kirche